# Обреновац (Пирот)
Обреновац је насеље Града Пирота у Пиротском округу. Према попису из 2022. има 73 становника (према попису из 2002. било је 143 становника).

## Географски положај
Село се за време Турака звало Чифлик, а касније, вероватно после ослобођења од Турака, добило назив Обреновац, највероватније по Обреновићима који су у то време били на власти. По другој верзији, после рата са Бугарима 1885. године војни команданти нису хтели посебне награде, него у њихову част да се село назове по презимену капетана Обреновића — Обреновац, село Паскашија по презимену Милојковића – назове Милојковац, а село Чорин Дол по мајору Срећковићу назове Срећковац. На магистралном путу Пирот–Димитровград на око 18 километара од Пирота налази се село Обреновац, у обронцима Старе планине. Са истока се пружају: Нешков вис, Големи камик, Ладета, Градиште и Капе. Са јужне и западне стране је десна обала реке Гинске а са севера брдо Лице.
Село Обреновац се налази на надморској висини од 341 метар и то је део између пруге и реке Нишаве.
Укупно земљиште катастарске општине села Обреновца заузима површину 1891. године 268,73 ха, од те површине обрадиво — зиратно било је 173,17 ха, пашњаци 15,50 ха, и шуме 80,06 ха. Село је имало 23 куће од слабог материјла изграђене и 143 становника, од тога: мушких 64 и женских 79, пореских главаје било 23. Највећи порез је плаћао Митар Анђелковић 100,42 динара, затим Стојан Андрејевић 71,68 динара, Анђел Младичић 68,58 динара, седморо је плаћало порез изнад 50 динара, а остали испод, а најмање је платио Никола Јовановић 1,28 динара. Сви су били неписмени, или самоуки.
Земљиште катастарске општине 2005. године било је 367,96 ха, од тога; обрадива земља — њиве 98,23 ха, ливаде 23,58 ха, пашњаци 36,67 ха, шуме 154,25 ха, воћњаци 13,20 ха, вргт —– баште 2,45 ха, виногради 4,57 ха и остало 34,11 ха. Обрађено земљиште се знатно смањило у корист необрађених површина, јер је старосно становништво изнад 60 година.
Земљиште села се може поделити на равничарски и брдовити део. У оквир Нешковог виса и брда Кале: Римски град на врху Кале, Прекрсје — има изглед као крст, Клинчи вргоп, Мадино бачијиште - Мада где је чувао овце — бачија, Црвени пут — пут где пролази
земља је црвена, Кале — њива — сада шума, Македонско и Мртвина — шума, Вунија — шума има изглед левка, Сураџиски пут, пут по коме је пролазила стока (сурија — буљук оваца). Над ваду — њива, сада ливада и шума, При појату — шума, Горње врело – извор пијаће воде, Јаз — река Нишава је „преграђена да вода тече по вади, Вада, Воденица и Средорек – ушће реке и ваде, на том месту деца су се играла, а за празнике и недеље играло се коло — оро.

## Прошлост
У месту је 1879. године било 16 кућа са 137 душа, није било писмених људи а број пореских глава износио је 28.

## Демографија
У насељу Обреновац живи 119 пунолетних становника, а просечна старост становништва износи 51,1 година (49,1 код мушкараца и 52,7 код жена). У насељу има 64 домаћинства, а просечан број чланова по домаћинству је 2,23.
Ово насеље је великим делом насељено Србима (према попису из 2002. године).
|  |

| Демографија | Демографија | Демографија |
| Година      | Становника  | Становника  |
| ----------- | ----------- | ----------- |
| 1948.       | 259         |             |
| 1953.       | 230         |             |
| 1961.       | 205         |             |
| 1971.       | 193         |             |
| 1981.       | 171         |             |
| 1991.       | 140         | 139         |
| 2002.       | 143         | 143         |

| Етнички састав према попису из 2002.‍ | Етнички састав према попису из 2002.‍ | Етнички састав према попису из 2002.‍ | Етнички састав према попису из 2002.‍ | Етнички састав према попису из 2002.‍ |
| ------------------------------------ | ------------------------------------ | ------------------------------------ | ------------------------------------ | ------------------------------------ |
|                                      |                                      |                                      |                                      |                                      |
| Срби                                 | Срби                                 |                                      | 138                                  | 96,50%                               |
| Бугари                               | Бугари                               |                                      | 1                                    | 0,69%                                |
| непознато                            | непознато                            |                                      | 2                                    | 1,39%                                |

| Година пописа     | 1948. | 1953. | 1961. | 1971. | 1981. | 1991. | 2002. |
| ----------------- | ----- | ----- | ----- | ----- | ----- | ----- | ----- |
| Број домаћинстава | 56    | 58    | 59    | 60    | 59    | 54    | 64    |

| Број чланова      | 1  | 2  | 3 | 4 | 5 | 6 | 7 | 8 | 9 | 10 и више | Просек |
| ----------------- | -- | -- | - | - | - | - | - | - | - | --------- | ------ |
| Број домаћинстава | 22 | 25 | 5 | 7 | 2 | 3 | 0 | 0 | 0 | 0         | 2,23   |

| Пол    | Укупно | Неожењен/Неудата | Ожењен/Удата | Удовац/Удовица | Разведен/Разведена | Непознато |
| ------ | ------ | ---------------- | ------------ | -------------- | ------------------ | --------- |
| Мушки  | 54     | 7                | 37           | 5              | 5                  | 0         |
| Женски | 70     | 11               | 36           | 22             | 1                  | 0         |
| УКУПНО | 124    | 18               | 73           | 27             | 6                  | 0         |

| Пол    | Укупно                    | Пољопривреда, лов и шумарство | Рибарство                            | Вађење руде и камена | Прерађивачка индустрија       |
| ------ | ------------------------- | ----------------------------- | ------------------------------------ | -------------------- | ----------------------------- |
| Мушки  | 19                        | 1                             | 0                                    | 0                    | 9                             |
| Женски | 10                        | 0                             | 0                                    | 0                    | 4                             |
| УКУПНО | 29                        | 1                             | 0                                    | 0                    | 13                            |
| Пол    | Производња и снабдевање   | Грађевинарство                | Трговина                             | Хотели и ресторани   | Саобраћај, складиштење и везе |
| Мушки  | 2                         | 1                             | 0                                    | 0                    | 3                             |
| Женски | 0                         | 0                             | 1                                    | 0                    | 0                             |
| УКУПНО | 2                         | 1                             | 1                                    | 0                    | 3                             |
| Пол    | Финансијско посредовање   | Некретнине                    | Државна управа и одбрана             | Образовање           | Здравствени и социјални рад   |
| Мушки  | 0                         | 0                             | 0                                    | 0                    | 0                             |
| Женски | 1                         | 0                             | 0                                    | 2                    | 1                             |
| УКУПНО | 1                         | 0                             | 0                                    | 2                    | 1                             |
| Пол    | Остале услужне активности | Приватна домаћинства          | Екстериторијалне организације и тела | Непознато            | Непознато                     |
| Мушки  | 0                         | 0                             | 0                                    | 3                    | 3                             |
| Женски | 0                         | 0                             | 0                                    | 1                    | 1                             |
| УКУПНО | 0                         | 0                             | 0                                    | 4                    | 4                             |